# Ballyallaban

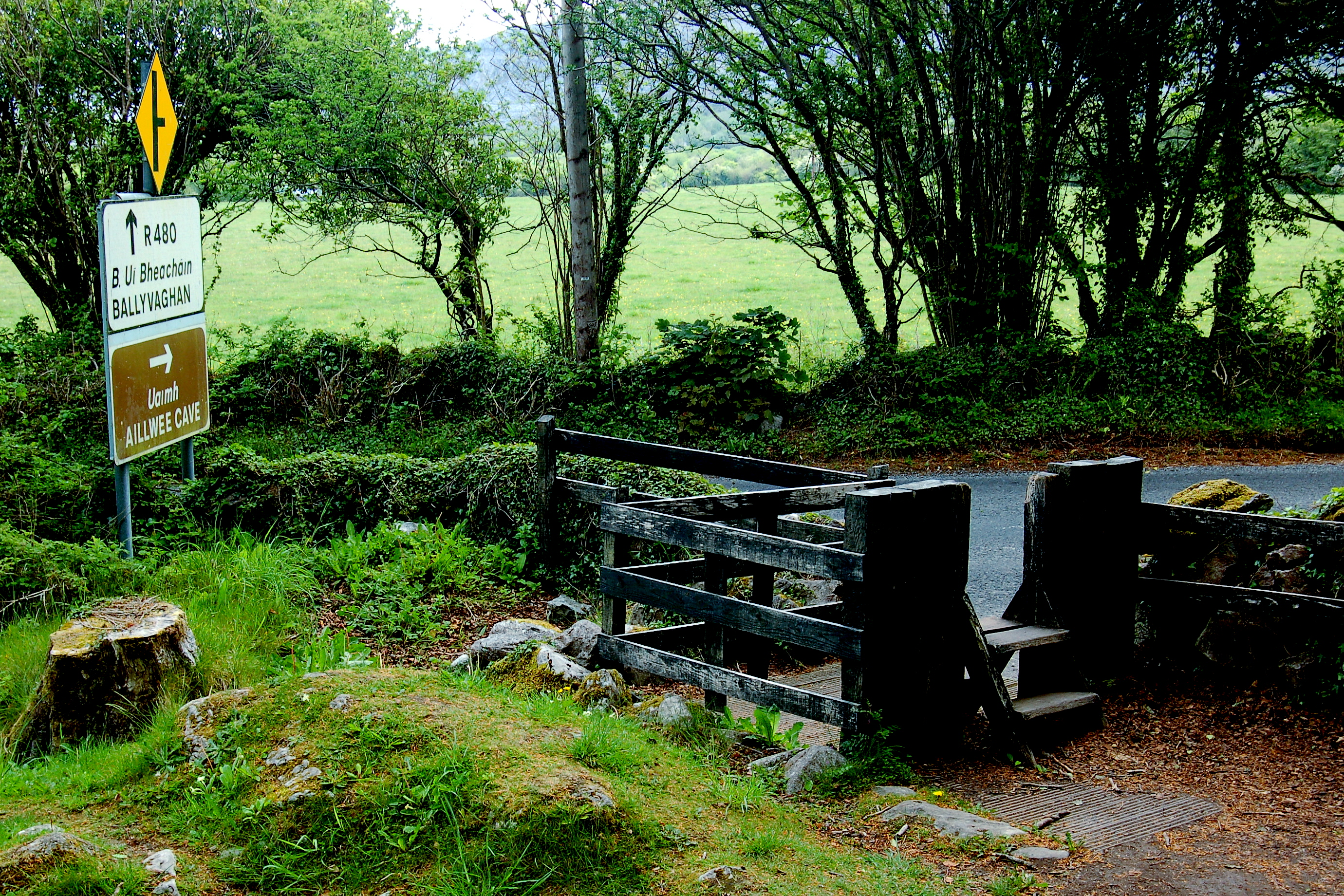
Eingang zum Ring Fort

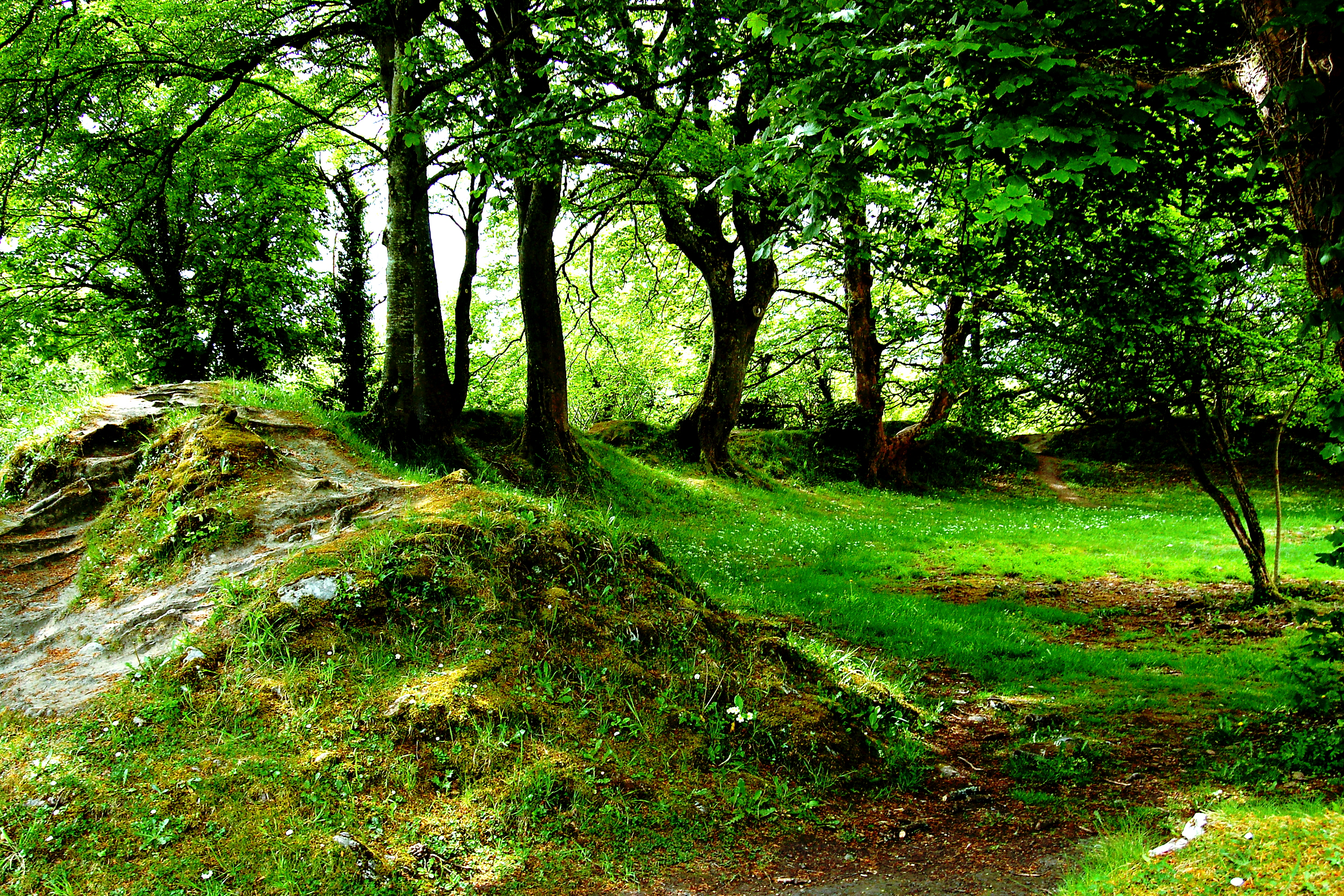
Der Erdwall

Ballyallaban (irisch Baile Albóin – dt. O Hallaban’s Haus) ist eines der wenigen Ringforts im Burren im County Clare in Irland, das kein Dun ist. Es ist in den Karten des Burren als An Rath eingetragen. Die Mehrheit der Anlagen im Burren wird mit dem lokalen Gattungsbegriff Caher für Duns, einige auch mit „Lios“ (anglisiert: Lis) für Raths bezeichnet.
Das Fort liegt neben der Straße R480 zwischen Ballyvaughan und Leamaneh Castle. Das Ringfort ist mit einem inneren Durchmesser von etwa 30,0 m (60,0 m einschließlich Wassergraben) in gutem Zustand, obwohl hohe Bäume auf einem großen Teil der Struktur wachsen. Der Wall wurden mit dem Aushub des Wassergrabens gebaut, der sich nach einem Regen immer noch mit Wasser füllt. Der Wall war ursprünglich höher und der Graben tiefer als heute. Er wurde wahrscheinlich von einer Palisade gekrönt.
Der Rath von Ballyallaban gehört zum häufigsten Typ der Denkmäler IrlandS. Die Schätzungen variieren, aber 30.000 scheint eine anerkannte Größe zu sein. Im County Clare sind 224 erhalten. Die etwa einhundert ausgegrabenen Ringforts Irlands ergaben Datierungen, die sich von der späten Bronzezeit bis ins Frühmittelalter erstrecken. Die meisten datieren in die frühchristliche (450 bis 800 n. Chr.) Periode.
Ballyallaban ist ein irisches National Monument. Bei der benachbarten Farm findet sich ein Bullaun.